# Elokab
 (juin 2015).
Si vous disposez d'ouvrages ou d'articles de référence ou si vous connaissez des sites web de qualité traitant du thème abordé ici, merci de compléter l'article en donnant les références utiles à sa vérifiabilité et en les liant à la section « Notes et références ».
Elokab est un environnement de bureau libre GNU/Linux.
Comme d’autres environnements de bureau sophistiqués tels que KDE, il est basé sur les bibliothèques Qt.

## Signification
Le mot elokab signifie faucon, une sorte d’oiseaux de proie. Cet oiseau occupe une place privilégiée dans la culture arabe et musulmane.

## Introduction
Elokab vise à devenir un environnement facile à utiliser et accessible à tous, en particulier pour les Arabes. Le promoteur de cet environnement, qui a programmé des logiciels populaires pour la communauté arabe, espère créer une distribution qui contiendrait la totalité ou la plupart des programmes gratuits arabes et les programmes de groupe elkirtasse.team .

## Galerie de photos

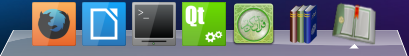
Dock (informatique) elokab
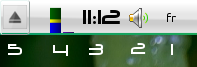
zone de notification
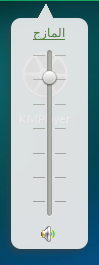
mixeur de son
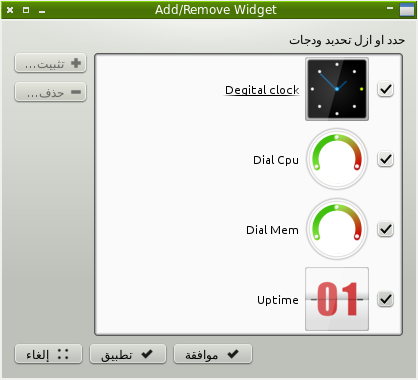
widget
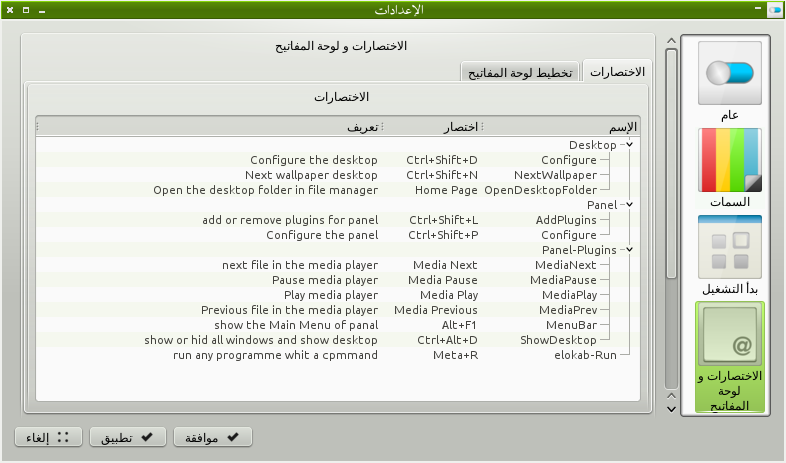
paramétres de elokab